# Jacopo Peri
Jacopo Peri, italijanski skladatelj, * 20. avgust 1561, verjetno Rim, Italija, † 12. avgust 1633.
Jacopo Peri je bil italijanski skladatelj in pevec iz prehodnega obdobja med renesanso in barokom. Pogosto je imenovan za izumitelja opere, saj je napisal prvo delo, ki bi ga danes lahko poimenovali opera - Dafne (okrog leta 1597), in tudi prvo opero, ki je preživela do današnjega časa, Euridice (1600).